# Richard-Schirrmann-Realschule (Altena)
Die Richard-Schirrmann-Realschule ist eine ehemalige Realschule in Altena, die nach dem Ende des Schuljahrs 2016/2017 aufgelöst wurde. 

## Name und Geschichte
Benannt war die Einrichtung nach der für die Stadt und ihre Geschichte prägenden Persönlichkeit Richard Schirrmann, der 1907 die erste provisorische Jugendherberge gründete, welche 1912 auf die Burg Altena umzog. Diese befand sich im alten Gebäude der Schule, damals noch Netterschule genannt. Das alte Gebäude wurde in den 1960er Jahren abgerissen. Danach wurde die Schule in der heutigen Form komplett neu errichtet. 1998 zog die Realschule in das bis zur Schließung 2017 genutzte Gebäude ein. 

## Gebäude
Der Schule stand eine Turnhalle, eine Schulküche, eine Schülerbücherei, ein Technikraum, ein Schulgarten, ein Computerraum sowie ein Biologie-, Physik- und Chemieraum zur Verfügung. Seit dem Schuljahr 2007/2008 setzte die Schule, als erste Schule Altenas, auf das Konzept des Lehrerraumsystems. Damit reagierte man auf die zunehmende Verschmutzung und Beschädigung der Klassenräume. 
Für das Schuljahr 2009/2010 wurde während der Sommerferien eine Mensa im alten Schwimmbad der Schule errichtet.

## Partnerschaft

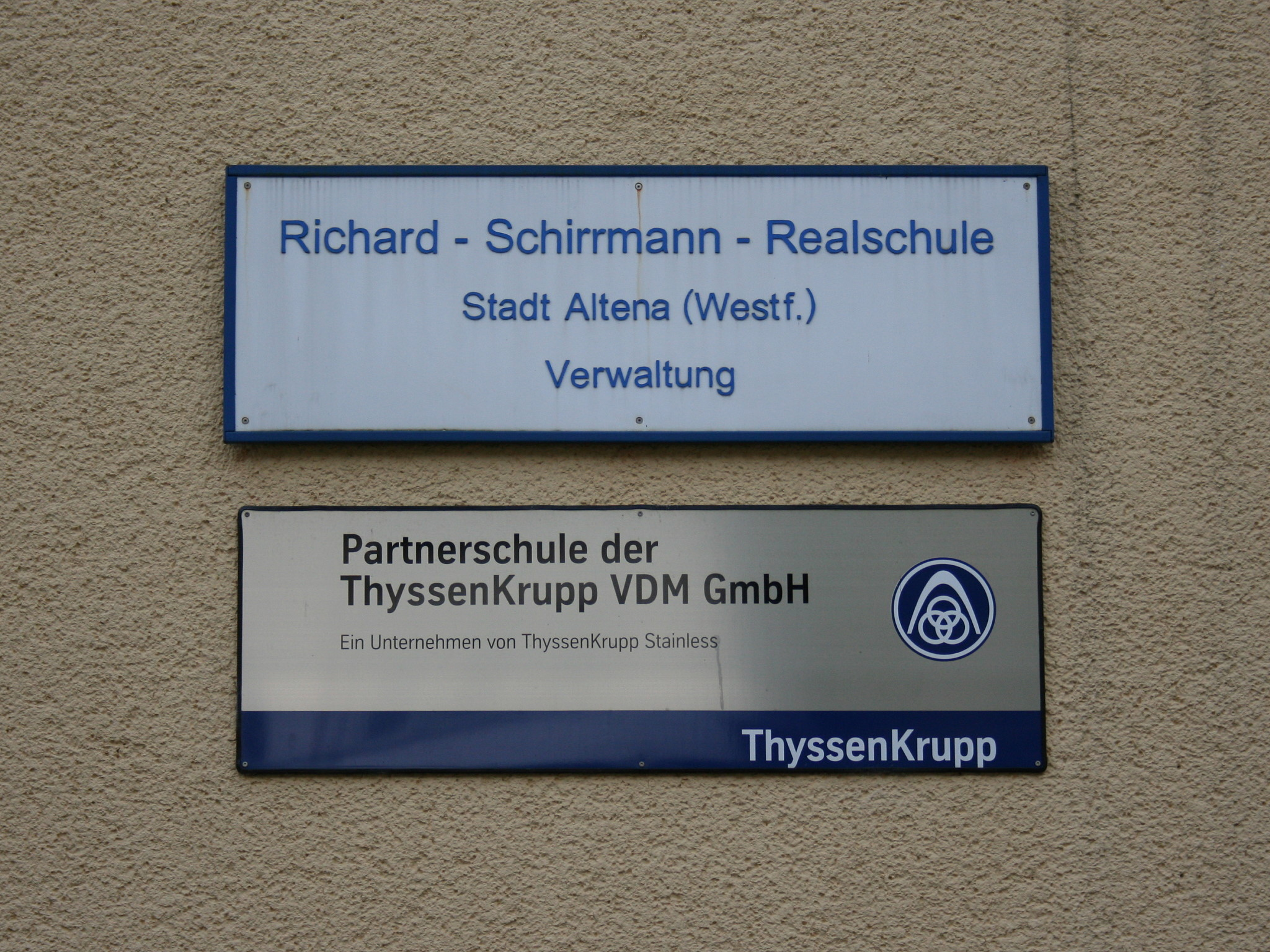
Partnerschaft mit VDM

Seit 2006 bestand eine Partnerschaft mit der ThyssenKrupp Tochter VDM. Dabei bot ThyssenKrupp VDM bevorzugt Schülern der Realschule Praktika- und Ausbildungsstellen an.